# Le Volcan (salle)
Pour les articles homonymes, voir Le Volcan.
Le Volcan est un centre culturel situé au Havre ouvert en 1982 composé de deux salles de spectacles, l'une de 800 places l'autre de 125 places. D'abord nommée « maison de la culture » (la première créée par André Malraux en 1961), puis scène nationale en 1991, Le Volcan est aujourd'hui une des plus importantes scènes nationales en France. C'est un lieu de production et de diffusion artistique de référence nationale dans le domaine du théâtre, des musiques, de la danse, du cirque, des nouvelles esthétiques, des nouvelles images et des arts numériques.
L'architecte est Oscar Niemeyer. 

## Situation
Le Volcan se trouve dans le centre-ville du Havre, non loin de l'hôtel-de-ville et des rues piétonnes. Il s'élève sur la place Oscar Niemeyer (autrefois nommée "place Gambetta"). Il se trouve dans l'axe du bassin du commerce et en face de la place du général De Gaulle.  Il est au coeur du centre reconstruit par Auguste Perret, inscrit au patrimoine mondial de l'UNESCO depuis 2005.

## Historique
Après sa destruction à la fin de la Seconde Guerre mondiale, le ministère de la Reconstruction et de l'Urbanisme a confié la réédification de la ville du Havre à l'architecte Auguste Perret.
La volonté de l'architecte était de recréer une zone culturelle et commerciale forte autour de la place Gambetta, autrefois lieu de vie intellectuelle et artistique de la ville. De nombreux projets furent prévus, mais il fallut attendre la fin des années 1970 pour qu'un centre culturel soit bâti à cet endroit. La place Gambetta est choisie pour accueillir un théâtre et la Maison de la Culture :  Le Havre était alors dirigée par un maire communiste, André Duroméa. C'est le projet de l'architecte brésilien et communiste Oscar Niemeyer qui est retenu.  Ce dernier est réfugié en France pour échapper à la dictature dans son pays d'origine. Il conçoit à la même époque deux autres bâtiments : le siège du Parti communiste français à Paris, ainsi que la Bourse du travail de Bobigny. Le site culturel du Volcan, est le résultat d'un chantier de quatre ans (1978 – 1982). L'établissement est créé et inauguré le 18 novembre 1982. La première maison de la culture de France, tout d'abord située au musée d'art moderne André-Malraux puis au Théâtre de l'Hôtel de ville, y est transférée.
En 1990, la maison de la culture du Havre est renommée « Le Volcan » sur décision du nouveau directeur, Alain Milianti. Un an plus tard, Le Volcan est labellisé scène nationale par le ministère de la Culture. Il est inscrit, avec le centre-ville reconstruit du Havre, au Patrimoine mondial de l'UNESCO depuis 2005.
Le 12 janvier 2010, la municipalité décide de fermer le cinéma d'art et d'essai L'Éden, officiellement pour des raisons de sécurité (ce cinéma était une des deux salles à proposer de la VOST). En 2012, Oscar Niemeyer meurt : ce dernier a suivi de près les transformations de son oeuvre, jusqu'à son décès. Depuis janvier 2015, date de la fin des travaux de rénovation, le Grand Volcan qui abrite une salle de spectacles de 1200 places ; le Petit Volcan, autrefois salle spectacle, a été réaménagé pour accueillir la principale bibliothèque municipale du Havre.

## Description

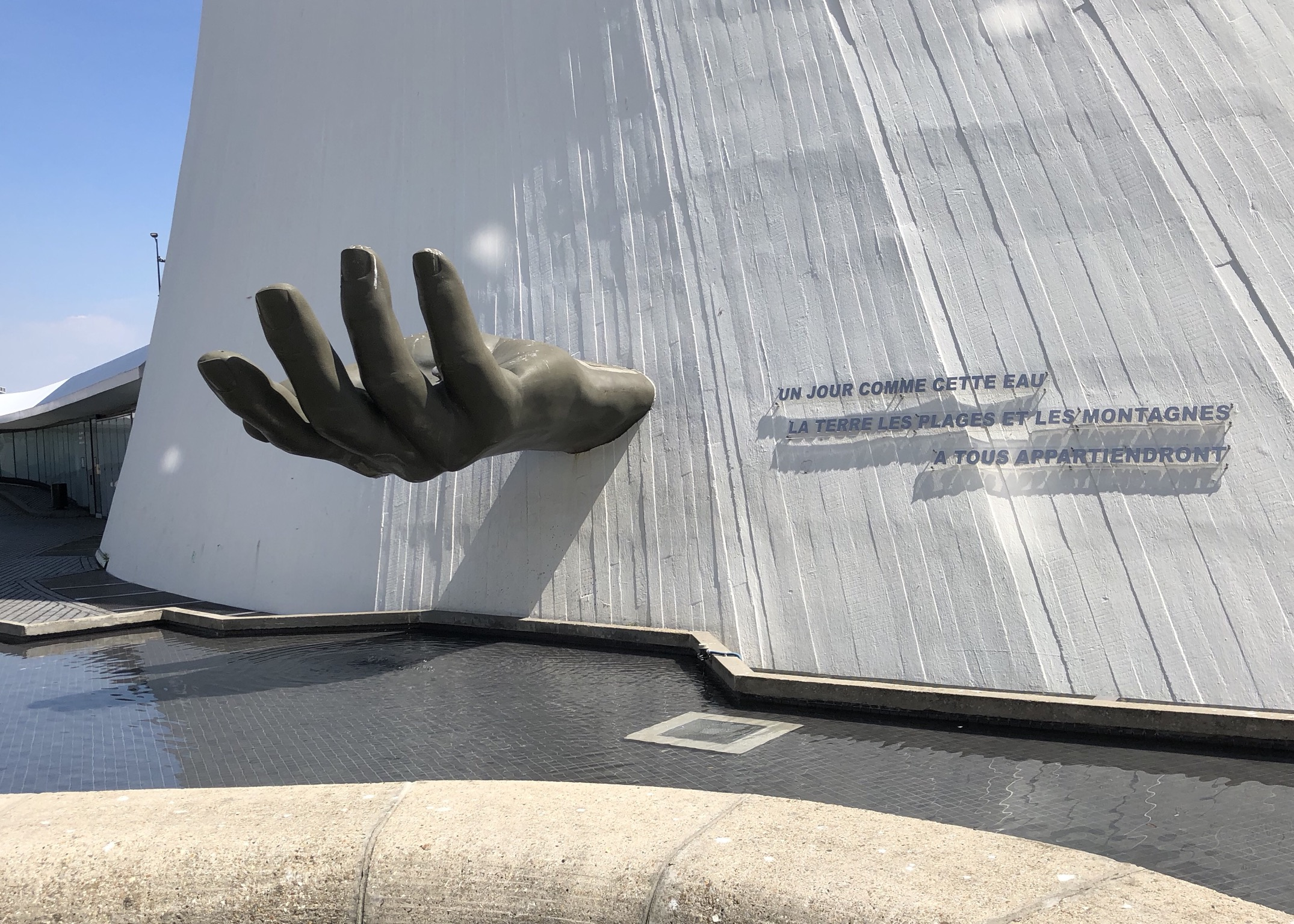
La main.

### La place
Vu du ciel, le complexe architectural dessine, au sol la colombe de la paix ; il s'inscrit dans un carré de 120 mètres de côté, soit environ 12 000 m2 de surface. La place avait été conçue par Oscar Niemeyer comme un espace clos et tenu. Le complexe a été creusé dans le sol à 3,70 mètres de profondeur.

### L'architecture du Grand Volcan
Le grand Volcan mesure 22 mètres de hauteur. Son plan est circulaire et sa superficie est de 6 470 m2. Les murs du Grand Volcan ont une forme courbe et vont en s'affinant vers le haut. La pente de la courbe n'est pas la même selon les points de vue. 40 000 m3 de béton ont été utilisés au total. Le grand Volcan mesure environ 160 mètres de circonférence, elle n'est pas cylindrique. 239 pieux de fondation assurent la stabilité du bâtiment.
Les coffrages du Grand Volcan sont conçus avec des planches de bois sablées pour conserver au décoffrage un aspect brut à la fois à l'extérieur et à l'intérieur. Une coloration blanche a été utilisée pour éclaircir les façades, actuellement revêtues de Revcoat.
Le Grand Volcan est le volume d'un paraboloïde hyperbolique que l'on retrouve dans d'autres œuvres d'Oscar Niemeyer comme la cathédrale de Brasilia.
Du Grand Volcan sort à sa base une sculpture-fontaine, qui est un moulage de la main d'Oscar Niemeyer. Sa citation révèle son engagement politique : « Un jour, comme cette eau, la terre, les plages et les montagnes, à tous appartiendront ».

« Quand je dessine, seul le béton me permettra de maîtriser une courbe d'une portée aussi ample. Le béton suggère des formes souples, des contrastes de formes, par une modulation continue de l'espace qui s'oppose à l'uniformisation des systèmes répétitifs du fonctionnalisme international. »

— Oscar Niemeyer, Les courbes du temps (mémoires), 1997

### Une architecture en rupture avec son environnement?
L'ensemble architectural tranche avec l'environnement urbain : le Volcan se distingue fortement du quartier reconstruit par Auguste Perret. Le complexe a été creusé dans le sol à 3,70 mètres de profondeur, si bien que vu depuis la surface, les deux volcans semblent surgir de terre. L'entrée ne se fait pas par la rue, elle est protégée du vent. La salle de spectacles est blanche alors que les immeubles autour sont gris. Le Volcan est tout en courbes alors que le centre-ville du Havre est orthogonal, fait de lignes droites ; même les rampes d'accès ont une forme courbe. Tout cela donne une impression de mouvement. Le Grand Volcan n'a pas de fenêtres, pas d'angles droits, en opposition aux immeubles ponctués de rangées de fenêtres. Il est plus haut que les logements qui l'entourent et l'espace est entièrement réservé aux piétons. Le Grand Volcan est dissymétrique contrairement à l'architecture classique de Perret : ainsi, la perception des volumes et des espaces dépend de l'endroit d'où l'on regarde. Alors que Perret construit dans le style du classicisme structurel, Niemeyer adopte les canons du style international mais aussi du brutalisme. Les œuvres de Perret et de Niemeyer ont aussi des points communs comme la volonté de créer une architecture moderne avec du béton.
Pour l'historien de l'architecture William JR Curtis, Oscar Niemeyer appartient à la « seconde génération des architectes modernes ». Son style s'inspire des pionniers du modernisme comme Le Corbusier ou Mies van der Rohe mais a évolué en s'inspirant notamment de Pablo Picasso et Jean Arp mais aussi de l'héritage baroque du Brésil. Oscar Niemeyer est influencé par Le Corbusier mais s'en démarque fortement notamment à travers son goût pour les courbes à l'opposé du style rigide et fonctionnel de Le Corbusier. Il considère qu'une œuvre architecturale doit être « belle et légère ». Dans un entretien avec Édouard Bailby, il explique : « Alors que l'angle droit sépare, divise, j'ai toujours aimé les courbes, qui sont l'essence même de la nature environnante ».
Le Grand Volcan a suscité de nombreuses critiques : les Havrais le surnommaient le « pot de yaourt ». Assimilé aux « cheminées » de centrales nucléaires, il est aujourd'hui plutôt comparé à des cheminées de paquebots, en lien avec la tradition maritime et de croisières du Havre. Son gabarit (environ 11 000 m2) et son emplacement, en continuité du bassin du commerce, font de cet ensemble un établissement emblématique, visible et participant à l'une des perspectives majeures de la ville du Havre.

## Le projet de réhabilitation
(octobre 2011).
Si vous disposez d'ouvrages ou d'articles de référence ou si vous connaissez des sites web de qualité traitant du thème abordé ici, merci de compléter l'article en donnant les références utiles à sa vérifiabilité et en les liant à la section « Notes et références ».
En juillet 2010, la ville du Havre sélectionne l'équipe lauréate pour un projet d'exception : réhabiliter l'œuvre du célèbre architecte brésilien Oscar Niemeyer. La restructuration de ce site culturel a une triple vocation : restaurer le chef-d'œuvre de l'architecture contemporaine réalisé par Oscar Niemeyer, redynamiser ce cœur de centre-ville et la place basse de l'espace Niemeyer en journée par une nouvelle offre culturelle, et enfin moderniser la grande salle de la Scène nationale et proposer un nouvel espace pour la lecture au Havre.

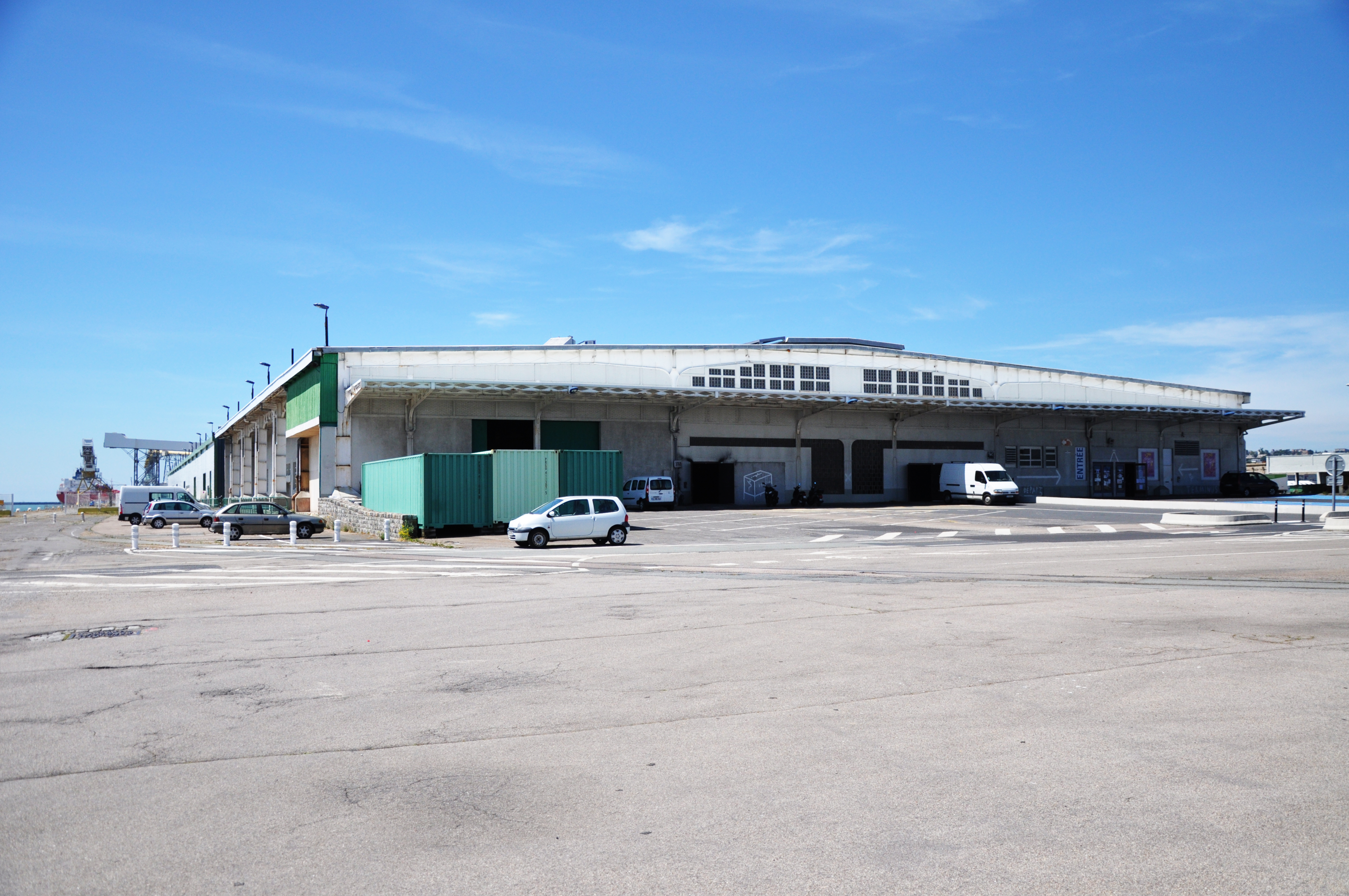
Le Volcan maritime.

L'équipe chargée de ce projet se compose de l'agence d'architecture Deshoulières Jeanneau Architectes (pour la réhabilitation du Grand Volcan), Sogno Architecture pour la médiathèque du petit Volcan, et du Groupe SLH en tant que bureau d'études. Tout d'abord imaginé en deux phases de travaux, le chantier sera finalement traité en une seule intervention. Afin que l'intégrité de son œuvre soit respectée, Oscar Niemeyer est consulté tout au long du projet, jusqu'à la date de son décès le 6 décembre 2012.
Durant les travaux, les activités sont transférées dans l'ancienne gare maritime du Havre et la structure dotée de l'appellation « Volcan maritime ».

### Aménagements urbains
Des aménagements extérieurs se sont avérés nécessaires afin de redynamiser le site qui souffre d'une désaffection liée aux difficultés d'accès, à l'instar de l'urbanisme sur dalle des années 1960. Il s'agit de recréer des liaisons entre la ville et les équipements culturels dont les entrées se situent tous en place basse, et d'apporter une cohérence urbaine amenant les visiteurs à s'y promener, à y vivre. Les aménagements concernent notamment la restructuration des accès du site, l'avancée des façades vitrées de la place basse, la modification des ascenseurs du parking, le percement de la dalle niveau rue pour apporter de la lumière aux locaux, le traitement des sols urbains, le ravalement, la signalétique et l'éclairage nocturne. Tous ces aménagements sont traités de manière à respecter le dessin de colombe, cher à Oscar Niemeyer, créé par les garde-corps de béton.

#### Les accès
Au nord, une grande ouverture face à la place Perret s'articule entre :
- un grand emmarchement majestueux qui descend doucement vers la place basse, face à la fontaine restaurée et aux entrées principales des équipements ;
- une séquence de rampes accessibles aux personnes à mobilité réduite (PMR), poussettes… ;
- une promenade haute maintenue en balcon au-dessus de la place basse.

L'escalier hélicoïdal de l'accès sud est conservé en étant mis à l'air libre ; il est doublé par une grande rampe accessible aux PMR, qui prend son départ à côté de lui, et descend doucement vers l'est pour rattraper le bas du grand emmarchement et se retourner sur toute la largeur de l'espace jusqu'à l'entrée des équipements.
Les deux accès ouest, du côté très vivant du marché, sont modifiés. La rampe en hélice est retournée afin de correspondre en partie haute avec le passage couvert qui mène au marché et au niveau place basse, avec les entrées des équipements. Les ascenseurs verront leur fonctionnalité améliorée pour qu'ils soient de vrais ascenseurs urbains entre place haute, place basse et parking.

#### Traitement de la lumière
Le traitement de la lumière, en cohérence avec le plan lumière engagé par la ville, « Escale de nuit » participe à l'identité nocturne du quartier. Des éclats bleutés éclaireront les faces sud des deux Volcans, tandis que des lumières chaudes dans les tons orangés sortiront des espaces intérieurs, s'harmonisant avec la lumière du garde corps contournant la place haute.
Ces interventions lourdes sont complétées par un ravalement complet du site et une refonte de la signalétique d'accès. Des informations pourront être projetées sur la face nord du Grand Volcan. Un travail de mise en lumière des parois verticales est décliné dans tous les espaces se situant loin des prises de jour.

#### Les percées de lumière
Il s'agit là d'interventions nécessaires sur la place haute pour apporter de la lumière au sein des équipements.

#### Les balises urbaines
Les quatre escaliers de secours du site peuvent apporter un sentiment d'insécurité. Ils sont néanmoins judicieusement situés, presque aux quatre coins de l'espace Oscar Niemeyer : en les habillant d'une boîte lumineuse sur 3 mètres de haut, ils deviennent des balises urbaines, marquant les entrées sur le site.

#### Les façades de la place basse
Les façades sous le garde-corps de la colombe sont entièrement vitrées et avancées vers le nu extérieur.

### Aménagements intérieurs et espaces communs

#### Le Grand Volcan
L'objectif principal de restructuration du Grand Volcan, mis à disposition de la Scène nationale, est la réhabilitation de l'espace scène-salle. La scène mesure 25,70 mètres de largeur pour une hauteur de 8,50 mètres. Les équipements scénographiques du Grand Volcan n'ont jamais évolué depuis leur installation. L'ensemble de ces équipements scéniques et acoustiques est entièrement remis à niveau ; ils sont d'une part plus sécurisants pour les artistes et les visiteurs, et s'adaptent d'autre part aux nouvelles programmations musicales et scénographiques. Cependant, l'ensemble du volume du Grand Volcan est concerné par la restructuration nécessaire pour la mise aux normes d'accessibilité et de sécurité incendie, l'apport d'une ambiance chaleureuse fortement demandée par les utilisateurs, et les besoins en apport de lumière naturelle.
Véritable coque de béton armé percée de petits hublots, le Grand Volcan souffre en effet d'un manque de lumière naturelle, présentant aux utilisateurs un aspect peu chaleureux. La réhabilitation de l'ensemble met ainsi l'accent sur les jeux de lumière et le choix des matériaux. Le bois est à l'honneur : sièges en tissus et bois, parquets, parois courbes en bois pour la salle, nouvelles banques d'accueil en bois. L'ambiance chaleureuse ainsi apportée est complétée par des notes colorées (tentures et cloisons colorées) et un éclairage mettant en valeur les murs de béton de planches.
Autre changement notable dans le Grand Volcan : le foyer est radicalement transformé. Il est plus accessible et permet des événements tels des rencontres d'après spectacle, ou des cafés-concerts. Ce rapprochement entre artistes et visiteurs est également marqué par le déplacement de l'entrée des artistes à proximité de celles des spectateurs. La petite salle (autrefois un cinéma) est aussi rénovée et est réservée aux petites formes de spectacles, notamment pour enfants, ainsi qu'aux conférences.

#### La bibliothèque (ex-Petit Volcan)
Elle fonctionne en binôme avec la bibliothèque centrale Armand Salacrou, située à quelques minutes à pied. Le site Salacrou, dont les aménagements se feront ultérieurement, abritera une ludothèque, les Pôles Patrimoine, la direction du réseau et le traitement centralisé des documents. La bibliothèque Oscar Niemeyer propose une offre documentaire générale, des espaces d'auto-formation et de travail au calme.
Modifications architecturales : la façade vitrée donnant sur la place basse est avancée. Pour plus de lumière naturelle, un atrium central est créé par l'installation d'une toiture vitrée.
À l'intérieur, un véritable parcours scénographique est mis en place. Original et novateur, il vient contrebalancer l'échelle du bâtiment, a priori peu appropriée pour des espaces individuels, avec des ambiances différenciées par l'éclairage, le mobilier, les textures et le choix des matériaux. L'ambiance chaleureuse du Grand Volcan se retrouvera dès l'entrée de la médiathèque, qui propose un espace café et salon de presse, directement visible de l'extérieur grâce à la façade vitrée. Intuitif et lisible par un traitement lumineux en plafond, le parcours est ensuite ascensionnel et ponctué de balcons, de boîtes et d'alcôves comme des petits salons de lecture.

#### Les espaces communs
L'entrée des deux équipements culturels majeurs se fait par une place couverte commune sur laquelle donne aussi un bar-brasserie. Un lieu de convivialité permanent, ouvert à tous les Havrais, est ainsi créé. La place couverte sera traitée en continuité des espaces extérieurs, le but étant d'inciter à entrer et traverser.

## Galerie

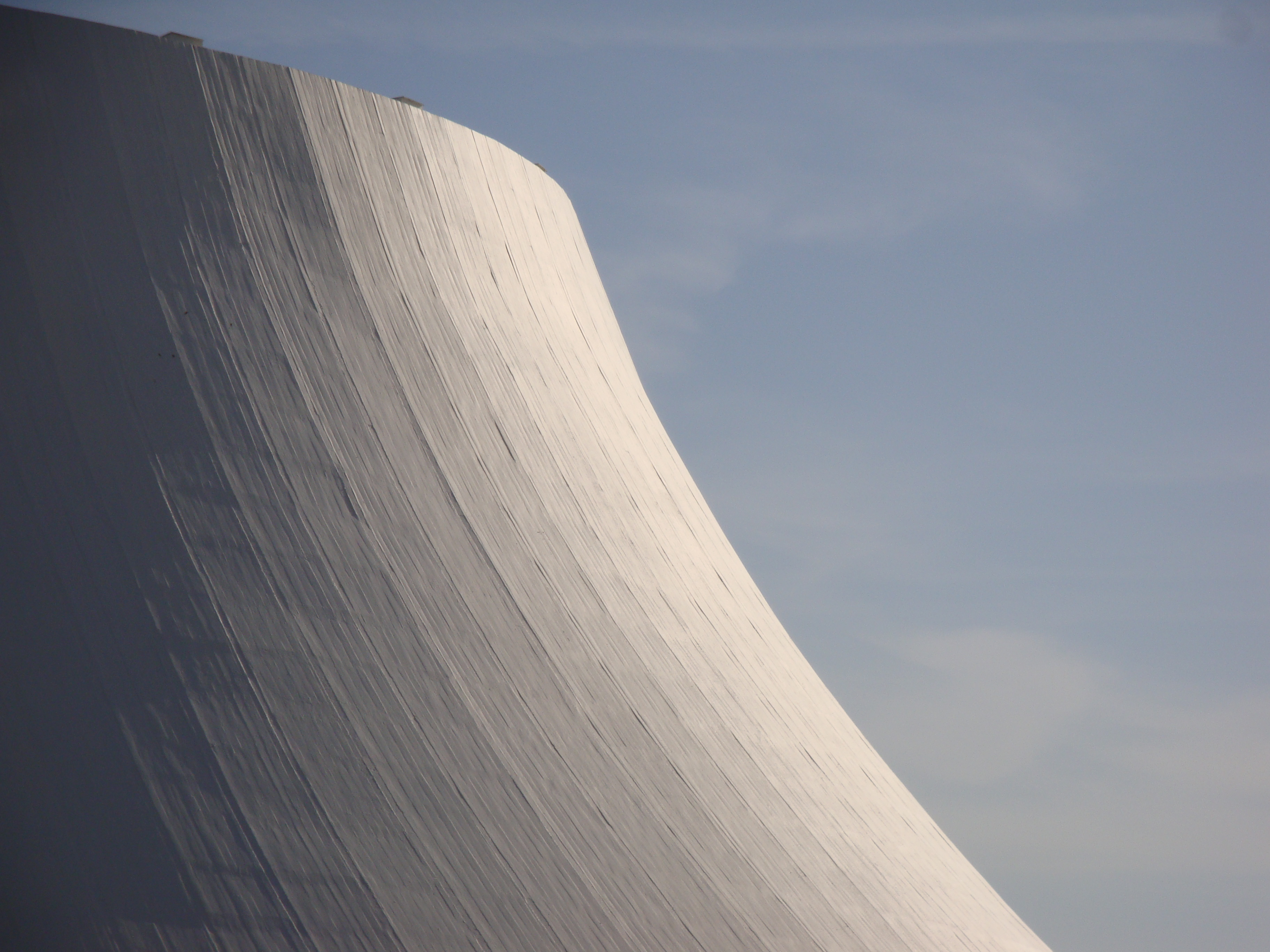
Le Volcan du Havre quand le soleil se lève.
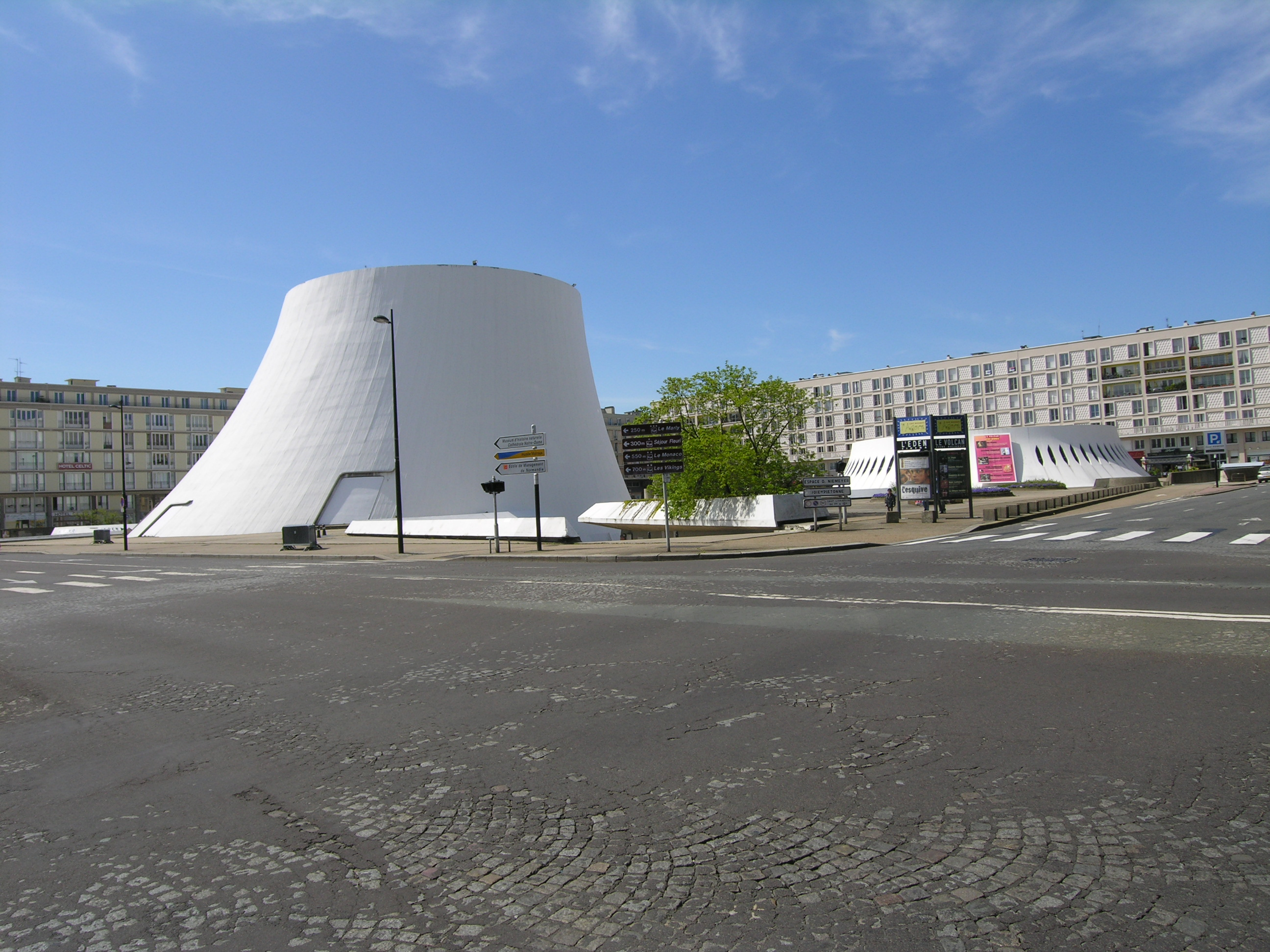